# Yangasso
Yangasso est une localité et une commune rurale malienne, chef-lieu du cercle de Yangasso, dans la région de San.

## Géographie
Elle est située entre les villes de San et Bla sur la RN 6.
| Fani       | Koulandougou        | Diéli       |
| Korodougou | Yangasso            | Niamana     |
| Kemeni     | Diaramana, Niantaga | Diakourouna |

## Histoire
Lors de la réforme administrative de 2023, la commune est soustraite du cercle de Bla dans la région de Ségou, la localité de Yangasso est érigée en chef-lieu du 4e cercle de la région de San.

## Villages
La commune rurale s'étend sur 29 localités relevées lors du recensement général de 2009. 
Les villages les plus peuplés sont :
- Yangasso (2 857 habitants) ;
- Pénesso (1 911 habitants) ;
- Sofolosso (1 817 habitants).

La loi 2023-007 attribue 30 villages à la commune rurale  :
- Yangasso
- Sangoula Boubalenwola

## Politique
| Année | Maire élu                   | Parti politique |
| ----- | --------------------------- | --------------- |
| 2004  | Alassane Tangara            | Adéma           |
| 2009  | Cheick Fanta Mady Traoré    | Adéma           |
| 2016  | Coulibaly Fatoumata Tangara | RPM             |